# Ctenomys ibicuiensis
Ctenomys ibicuiensis es una especie de roedor del género Ctenomys de la familia Ctenomyidae, los que son denominados comúnmente tuco-tucos. Se distribuye en el centro-este de Sudamérica.

## Taxonomía
Esta especie fue descrita originalmente en el año 2012 por los zoólogos Thales R. O. de Freitas, Fabiano A. Fernandes, Rodrigo Fornel y Paula A. Roratto.
Localidad tipo y distribución geográfica
La localidad tipo es: “Manoel Viana (en las coordenadas: 29°23’37’’S 55°25’43’’W), en el centro-oeste del estado de Río Grande del Sur, Brasil”.
Se lo encontró en ambientes de dunas y praderas arenosas, las que estaban perturbadas por actividades agrícolas y por la desertificación.
Esta especie es endémica de la cuenca hidrográfica del río Ibicuí, en el interfluvio formado por el curso principal de este y uno de sus afluentes por la margen derecha, el río Itu, además de un área al norte de este último. Jurisdiccionalmente solo ocurre en los municipios de Manoel Viana (6 localidades) y Maçambará (2 localidades), en el noroeste del estado de Río Grande del Sur, en el sur del Brasil. Vive en altitudes que rondan los 200 m s. n. m..
Holotipo
El holotipo es el catalogado como: TR 1065; se trata de cráneo (acompañado por una piel) de una hembra adulta –2n = 50, número fundamental (FN) = 68–; está depositada en el Departamento de Genética del Instituto de Biociencias de la Universidad Federal de Río Grande del Sur. Fue colectada por Thales R. O. de Freitas y Fabiano A. Fernandes. Su peso fue de 200 g; la longitud total fue de 234 mm; la cola midió 75 mm.
Etimología
Etimológicamente, el término específico ibicuiensis es un topónimo que refiere a la cuenca hidrográfica de la cual esta especie de roedor es endémica, la hoya del río Ibicuí. Por otra parte, dicha palabra en el idioma tupí-guaraní significa ‘médanos’ lo cual describe bien el hábitat particular de este roedor.
Paratipos
Se incluyeron 11 especímenes como paratipos (5 machos y 6 hembras), los que fueron depositados en la misma colección que el holotipo, codificándolos como: TR 1066 a TR 1076. Todos fueron colectados en la localidad tipo.
Caracterización y relaciones filogenéticas
Ctenomys ibicuiensis se caracteriza por un número diploide de 50 cromosomas y un número fundamental autosómico de 68 brazos, con el primer par mucho más largo que en otras especies emparentadas. En comparación con especies filogenéticamente relacionadas y geográficamente próximas, también se separa por análisis filogenéticos del gen mitocondrial del Citocromo b y por análisis cualitativos y cuantitativos de la morfología craneal.
Este taxón es incluido en el grupo de especies “Ctenomys torquatus”, el cual es denominado así por la especie Ctenomys torquatus, roedor al que anteriormente las poblaciones de C. ibicuiensis eran adscriptas.

## Conservación
La especie posee una distribución geográfica limitada, la que cubre un área relativamente pequeña (de alrededor de 50 000 hectáreas) y dentro de la misma solo habita sobre un biotopo particular (médanos y pastizales arenosos), en una región que ha estado sufriendo desertificación además de un intenso impacto antropogénico, al reconvertirse su hábitat a forestaciones de pino y eucalipto y cultivos de soja. Por estas razones, los descriptores sugirieron que esta especie podría clasificarse como en peligro de extinción en la Lista Roja de Especies Amenazadas que confecciona la organización internacional dedicada a la conservación de los recursos naturales: Unión Internacional para la Conservación de la Naturaleza (IUCN).